# Farrodes
Farrodes is een geslacht van haften (Ephemeroptera) uit de familie Leptophlebiidae. De wetenschappelijke naam van het geslacht is voor het eerst geldig gepubliceerd in 1971 door William L. Peters, samen met de beschrijving van de soorten Farrodes hyalinus uit Jamaica (de typesoort), Farrodes grenadae uit Grenada en Farrodes bimaculatus uit Cuba.
Het geslacht Farrodes is genoemd naar de entomoloog Thomas H. Farr van het Institute of Jamaica in Kingston (Jamaica).

## Soorten
Het geslacht Farrodes omvat de volgende soorten:
- Farrodes bimaculatus
- Farrodes carioca
- Farrodes carribianus
- Farrodes flavipennis
- Farrodes grenadae
- Farrodes hyalinus
- Farrodes iguazuanus
- Farrodes longispinus
- Farrodes maculatus
- Farrodes maya
- Farrodes mexicanus
- Farrodes ochraceous
- Farrodes otiesa
- Farrodes pakitza
- Farrodes reevesi
- Farrodes roundsi
- Farrodes savagei
- Farrodes taino
- Farrodes tepui
- Farrodes texanus
- Farrodes tulija
- Farrodes xingu
- Farrodes yungaensis